# Flavoperla okamotoi
Flavoperla okamotoi is een steenvlieg uit de familie borstelsteenvliegen (Perlidae). De wetenschappelijke naam van de soort is voor het eerst geldig gepubliceerd in 1979 door Zhiltzova.